# Nicole Fox
Nicole Arianna Fox (Louisville, Colorado, Estados Unidos; 6 de marzo de 1991) es una artista y modelo norteamericana, conocida por ser la ganadora del ciclo 13 de America's Next Top Model.

## Biografía
Nicole Fox se graduó de la Monarch High School. A partir de 2009, ella era estudiante de segundo año en la Universidad de Colorado en Boulder con especialización en Artes gráficas.

## Paso por America's Next Top Model
Fox fue elegida como una de las 14 finalistas para competir en el ciclo 13 de America's Next Top Model, que fue creado especialmente para los modelos petite, cuya estatura es de 1,70 hacia abajo, donde se encontraba exactamente en la altura máxima para entrar. Un par de meses antes de que Nicole probara suerte en el espectáculo, conoció a un fotógrafo de heno en Denver en una galería de arte. Él la animó a probar suerte para el concurso, pues como Nicole, sabía que Allison Harvard de Ciclo 12 también era una artista. Con su aliento, ella se animó a probar para America's Next Top Model. 
A lo largo de la competición, Fox ganó dos retos de la semana y tres fotografías de como las mejores de la semana. A pesar de su personalidad tímida y torpe, nunca se colocó entre las últimas y recibió tres primera llamada de espera sin apariciones en el Bottom two o bottom three. En el juicio final, Fox fue alabada por sus fotografías de alta costura y su gran dominio de proporción corporal, a pesar de tener una pasarela no muy convencional. Al final, fue elegida como la ganadora de America's Next Top Model, superando a la finalista Laura Kirkpatrick, quien fue considerada otra de las favoritas de los jueces. Kirkpatrick dijo que creía que Fox ganó gracias a la fuerza de sus fotos: "y cada vez ella era mejor frente a los jueces". Fox dijo de su victoria: 
"A veces, pensé que no iba a sobrevivir al viaje, como recuerdo que decía al salir de casa "¿en qué me he metido? No puedo lidiar con esto!" Y no pensé que sería buena siendo una chica tan idiota, y ahora mírenme soy la ganadora de America's Next Top Model!".
Por haber ganado la competencia, un contrato por 100.000 dólares con cosméticos CoverGirl, un contrato de representación con la agencia Wilhelmina Models una portada y un reportaje de seis páginas en la revista Seventeen, Tyra Banks, dijo a Fox después de la competencia "Tú eres una estrella. y tienes lo necesario para brillar" Su hermana, Alexandra Fox, dijo sobre Nicole: "Ella está definitivamente contenta de lo que hizo, pero ella tenía conflictos al estar 24 horas al día frente una cámara y no se puede tener una sola conversación sin tener que preocuparse de cómo va a ser editado".

## Carrera de modelo
Al finalizar la competencia, Nicole modeló para Heritage 1981 y Wildfox Couture en 2010.
En 2011 posó para Winter Kate, una marca de Nicole Richie , también aparece en el lookbook de primavera de Mrs. Madden
Actualmente, Fox se encuentra trabajando en la agencia Wilhelmina Models y tiene un contrato con Paragon Models en México.

## Trabajos
Como ganadora de America Next Top Model, Fox recibió su portada y el reportaje en la revista Seventeen, así como un anuncio de CoverGirl Lash Blast Mascara. Fox también ha modelado para la revista analfabetas, en la que había un diferencial, y ha ofrecido en AOL.com y en OK! Magazine.

## Pasarelas
En enero de 2010, una noticia circuló la presentación de informes que Fox podría ser la cara de Alexander McQueen 's nueva colección primavera / verano, pero este rumor fue revelado a ser falsa y ha sido desmentido por ambas McQueen y Fox.

## Actuación
Nicole protagoniza a Ashley, una chica marginada que se automutila, en la película de drama adolescente Sprawl dirigida por Dean Ronalds y producido por Producciones Vela truco y Producciones Ronalds hermanos. La película se fija para ser lanzado en los EE. UU. en mayo del 2012